# Anwar Hadid
Anwar Mohamed Gerard Hadid (En árabe: أنور محمد جيرارد حديد; Los Ángeles, 22 de junio de 1999), más conocido como Anwar Hadid, es un modelo, personalidad televisiva, cantante y empresario palestino-estadounidense. Inició su carrera en el modelaje al debutar en la edición de octubre de 2015 de la revista Nylon a los 16 años. Firmó con la agencia de modelaje IMG en 2016.

## Biografía y trayectoria
Anwar Hadid nació el 22 de junio de 1999 en la ciudad de Los Ángeles del estado de California. Es hijo del desarrollador inmobiliario palestino Mohamed Hadid, y de la modelo y personalidad televisiva neerlandesa Yolanda Hadid (nacida Van den Herik). Tiene dos hermanas, las modelos Bella Hadid y Gigi Hadid, además de dos medio hermanas del matrimonio anterior de su padre, Marielle y Alana. Hadid y sus hermanas fueron criados originalmente en un rancho de Santa Bárbara y luego se mudaron a Malibú mientras él aún estaba en la educación primaria. Asistió a la Escuela Westmark y a la Escuela Preparatoria Malibú, jugando en el equipo de fútbol americano. Hizo su debut como modelo en la edición de octubre de 2015 de Nylon. Estuvo en la portada de Teen Vogue entre junio y julio de 2016 junto a Cameron Dallas, y además en la editorial de moda de Youths para Paper en abril de 2017. En enero de 2017, fue nombrado el rostro de Hugo Menswear de Hugo Boss. Fue protagonista para la campaña inspirada en los años 90 de Tommy Hilfiger llamada «Tommy Jeans 3.0» junto a Sofia Richie y Lucky Blue. Tuvo aparición en el desfile de Moschino en 2017. Modeló en un evento de Tommy Hilfiger en septiembre de 2017.
En 2018, fundó su propia línea de joyería y accesorios junto al músico Yoni Laham, llamada «Martyre». La marca colabora con artesanos en Los Ángeles para crear piezas atemporales para hombres y mujeres con el atractivo de los coleccionistas. En 2020, escogió a Zayn Malik como modelo para una campaña de piezas distintivas de Martyre, como brazaletes, collares y joyas. Seguidamente, habló al respecto con la revista W sobre su elección: 

Zayn has been a friend for a long time now, and has been very supportive of the brand. We love to create with other artists in a comfortable natural environment.
Zayn ha sido un amigo desde hace mucho tiempo y ha apoyado mucho a la marca. Nos encanta crear con otros artistas en un entorno natural cómodo.
Anwar Hadid

## Vida personal
Su nombre «Anwar» significa 'luces' en árabe.
Ha hecho uso de sus redes sociales para manifestar su apoyo al movimiento acerca de los derechos de los palestinos. En 2019, viajó a Palestina para reunirse con Diala isid, fundadora de Derecho al Movimiento, una comunidad sin fines de lucro que tiene como objetivo resaltar las restricciones de viaje impuestas a muchos palestinos.
Tuvo una relación con la actriz estadounidense Nicola Peltz desde diciembre de 2016, cuyo vínculo duró hasta mediados de 2018.
De acuerdo a la revista People, se reveló que como su hermana Bella y su madre Yolanda, sufre de la enfermedad de Lyme, la cual le fue diagnosticada en 2012.
Mantenía una relación con la cantante británica Dua Lipa desde junio de 2019, la cual finalizó a finales de diciembre de 2021, tras 2 años de relación aduciendo compromisos profesionales y familiares.

## Filmografía

### Televisión
| Año  | Título                               | Papel    | Fecha de transmisión    | Nota                                                |
| ---- | ------------------------------------ | -------- | ----------------------- | --------------------------------------------------- |
| 2012 | The Real Housewives of Beverly Hills | Él mismo | 26 de noviembre de 2012 | Temporada 3, episodio 4: «Uh Oh, Somebody's Crying» |
| 2013 | The Real Housewives of Beverly Hills | Él mismo | 7 de enero de 2013      | Temporada 3, episodio 8: «Vanderpump Rules»         |
| 2013 | The Real Housewives of Beverly Hills | Él mismo | 8 de abril de 2013      | Temporada 3, episodio 22: «Secrets Revealed»        |
| 2015 | The Real Housewives of Beverly Hills | Él mismo | 27 de enero de 2015     | Temporada 5, episodio 11: «It's Just a Scratch»     |
| 2015 | The Real Housewives of Beverly Hills | Él mismo | 3 de febrero de 2015    | Temporada 5, episodio 12: «Drama Queens»            |
| 2015 | Entertainment Tonight                | Él mismo | 9 de octubre de 2015    |                                                     |
| 2015 | The Real Housewives of Beverly Hills | Él mismo | 29 de diciembre de 2015 | Temporada 6, episodio 5: «Will Power»               |